# Eutelia favillatrix
Eutelia favillatrix là một loài bướm đêm trong họ Noctuidae.